# Lešany (okres Prostějov)
Obec Lešany (hanácky Lešanê) se nachází v okrese Prostějov v Olomouckém kraji. Žije zde 384 obyvatel.

## Historie
Nejstarší zmínka v listinách o obci Lešany (Lessen, Lessan, Leschan, Loschan) je z roku 1215. Vladislav, markrabě moravský, dal klášteru hradišťskému v Olomouci panství, jehož hranice byly obšírně popsány. Podle starých dokladů hranice panství sahaly od Určic z jedné strany, od Lešan a Konice z druhé strany, od řeky Studené a Hrochovska, až k veřejné cestě z Jevíčka do Konice na vrch Malinného a Dešna, na vrch Javorník a Boryšov. Kromě tohoto panství náležejícího církevní moci byla část dědiny Lešany v moci světské. V držení se vystřídalo několik pánů, mezi nejznámější patřili držitel Plumlova Beneš z Kravař, Oldřich z Boskovic, Jan Puška z Kunštátu.
Roku 1722 byla pod osadou nákladem lešanské obce vystavěna kaple sv. Františka Xaverského. Tehdy byly též zasazeny kolem kaple lípy v podobě kříže a každý soused prý zasadil jednu. Zvonice uprostřed obce se stavěla roku 1831 a byly na ni 24. dubna 1834 zavěšeny Spurného hodiny. Na podzim roku 1853 se stavěl hřbitov a peníze získala obec prodejem borovic v Rybníčku.
Až do roku 1872 navštěvovaly děti z Lešan školu v Ohrozimi, která byla postavena v roce 1823. V letech 1868 až 1871 se pohyboval počet lešanských dětí navštěvujících školu v Ohrozimi mezi 60 až 70 dětmi. Proto bylo roku 1872 rozhodnuto postavit v obci školu. Roku 1888 se přistavěla ke škole ještě jedna třída. V době stavby školy měla obec 560 obyvatel.
V červenci roku 1882 se pokládal základní kámen k nové kapli. Celková stavba trvala až do roku 1884, kdy byla 16. listopadu nově postavená kaple sv. Františka Xaverského vysvěcena děkanem Josefem Novákem z Prostějova. Zároveň byl vysvěcen i hřbitov. V době první světové války byly zvony z kaple zabaveny pro potřeby zbrojního průmyslu a vráceny zpět až v roce 1996.
Po roce 1918 bylo první význačnou událostí postavení elektrárny. Za tímto účelem bylo zřízeno elektrárenské družstvo, jehož předsedou byl občan Břetislav Kvapil. Již v roce 1921 byla postavena samostatná elektrárna spojena se šrotovacím mlýnem, loupačkou na obilí, kroupy a jedním složením na výrobu režné mouky. Vše bylo zřízeno nákladem 300 000 Kčs a svítit se začalo v obci 26. listopadu. Dalším rokem byla přistavěna ještě pekárna. Elektrárna byla v provozu do roku 1929, kdy byla obec připojena ke středomoravské elektrárně v Přerově. V budově zůstal nadále jen mlýn s pekárnou.
V roce 1921 byl postaven pomník padlým a zemřelým v první světové válce nákladem 9600 Kčs. K jeho odhalení došlo 4. září za přispění místních spolků. Po roce 1945 byl doplněn pomník deskou se jmény padlých a umučených v druhé světové válce.

## Obyvatelstvo

### Struktura
Vývoj počtu obyvatel za celou obec i za jeho jednotlivé části uvádí tabulka níže, ve které se zobrazuje i příslušnost jednotlivých částí k obci či následné odtržení.
| Místní části   | Místní části | 1869 | 1880 | 1890 | 1900 | 1910 | 1921 | 1930 | 1950 | 1961 | 1970 | 1980 | 1991 | 2001 | 2011 |
| -------------- | ------------ | ---- | ---- | ---- | ---- | ---- | ---- | ---- | ---- | ---- | ---- | ---- | ---- | ---- | ---- |
| Počet obyvatel | část Lešany  | 560  | 621  | 653  | 660  | 647  | 624  | 595  | 436  | 475  | 485  | 461  | 373  | 367  | 389  |
| Počet domů     | část Lešany  | 94   | 121  | 125  | 122  | 128  | 132  | 134  | 140  | 132  | 128  | 132  | 145  | 146  | 152  |

## Veřejné objekty v obci
Obecní úřad se nachází v centrální části obce a jedná se o bývalý objekt školy z roku 1872. V roce 2007 proběhla první a v roce 2011 pak druhá etapa opravy obecního úřadu, která řešila rekonstrukci prvního podlaží. Na akci obdržela obec příspěvek od Olomouckého kraje v rámci Programu obnovy venkova. Rekonstrukce byla dokončena v roce 2012 a byla zde také zřízena zdravotní stanice. V roce 2013 byla do druhého podlaží přemístěna místní knihovna. Téhož roku bylo provedeno zateplení budovy, výměna oken a kompletní výměna střechy, která byla za téměř 140 let stáří budovy v havarijním stavu. Na zateplení budovy a výměnu oken obdržela obec dotaci ze SFŽP. Pro rok 2014 byla v plánu rekonstrukce zbývajících prostor ve druhém podlaží a také venkovních ploch.
Kulturní dům se nachází v centru obce a jeho celková rekonstrukce proběhla do roku 2000 a je zde soustředěno téměř veškeré společenské a kulturní vyžití obyvatel obce. Společenské organizace mají možnost využívat pro své aktivity prostory kulturního domu. Pořádají se zde i svatby, oslavy narozenin a Silvestr. V roce 2008 proběhla úprava dvorní části kulturního domu, kdy došlo k vybudování zpevněných ploch a vysazení nového trávníku a okrasných stromů a keřů. Akce přispěla k rozšíření dispozičních možností objektu kulturního domu, tak i pohostinství. Na budovu kulturního domu navazuje budova pohostinství, kterou obec pronajímá.
Objekt obchodu, který je rovněž ve vlastnictví obce a je pronajímán soukromému subjektu, se nachází také v centrální části obce. V roce 2012 byla provedena úprava návsi, na kterou obec obdržela dotaci ze SZIF. Byla provedena dlažba ze žulových kostek, výsadba dřevin, výměna osvětlení a osazení mobiliáře. Byl také rekonstruován objekt lidové zvonice. Dále je v obci hasičská zbrojnice v jižní části obce s vazbou na silnici III. třídy směrem na Ohrozim. Objekt je jednopodlažní se sklonitou střechou s věží sušárny hadic. Objekt je[kdy?] třeba zrekonstruovat, ale tato akce nepatří mezi hlavní priority obce.

## Pamětihodnosti
V obci se nachází tyto nemovité kulturní památky vedené v Ústředním seznamu kulturních památek:
- objekt lidové zvonice (na návsi v centrální části obce) – č. rejstříku: 15450/7-5624
- kostel Nejsvětější Trojice a kaple sv. Františka Xaverského (na východním okraji obce u hřbitova) – č. rejstříku: 13533/7-8605
- boží muka (při silnici do Bílovic) – č. rejstříku: 17572/7-5625

Mezi památky místního významu, které se v katastru obce Lešany nacházejí, patří:
- devět křížů: Motalův kříž u Zvonice, kříž před kaplí sv. Františka Xaverského, kříž na hřbitově, kříž u Jána, Motalův kříž nad Rybníčkem – poškozený, kříž v horní části vesnice (před Komárkovým), Hemerkův kříž u silnice směrem na Zdětín, Kvapilův kříž na Syrovátkách (původně stál na Sarasích, pak přemístěn do zahrady MŠ a nyní na Syrovátkách), Zaoralův kříž (původně stál v třešňové aleji na cestě do kostela do Ohrozimi, nyní zrekonstruován a umístěn rodinou Vrátníkových nad Zmolou)
- pomník věnovaný obětem první a druhé světové války (u zvonice)

Dále se v obci nachází jeden památkově chráněný strom – Lešanský jírovec, který rovněž vyžaduje specifickou ochranu a péči stejně jako nemovité kulturní památky. V roce 1988 byla „Lešanská skupina“ – čtyři lípy a jeden jírovec – vyhlášena jako skupina památných stromů z důvodů vysoké estetické hodnoty. V březnu 2009 odbor životního prostředí Městského úřadu v Prostějově rozhodl z důvodů jiných veřejných zájmů, které výrazně převyšují nad zájmem ochrany přírody, o zrušení ochrany památného stromu u čtyř lip malolistých, neboť přestaly plnit svou funkci krajinotvornou a estetickou, a ponechal ochranu památného stromu pouze pro jírovec maďal.
Nad vesnicí po pravé straně směrem na Zdětín na vrcholu Bílé hory (341 m n. m.) a kolem jeho vrcholku a na stráních se nachází na rozloze 3,9 ha chráněná přírodní rezervace Na hůrkách.